# Veliki detel
Veliki detel (znanstveno ime Dendrocopos major) je ptič iz družine žoln, ki gnezdi po večjem delu Evrazije in na skrajnem severu Afrike. Je najpogostejši predstavnik »črnobelih« detlov, od podobnih vrst ga lahko ločimo po vzorcu obarvanosti.

## Telesne značilnosti
V dolžino zraste odrasel osebek 20–24 cm, tehta 70–98 g, prek peruti pa meri 34–39 cm. Podobno kot sorodne vrste ima črnobelo operjenost po hrbtni strani in glavi, bele do rumenkaste trebuh in prsi ter močan, dokaj dolg kljun s konico v obliki dleta. Vzdolž peruti so vzporedne bele proge, na bazi zgornje strani pa ovalni beli lisi. Značilna zanj je živordeča obarvanost podrepnega predela okrog kloake, poleg tega pa imajo odrasli samci še živordečo liso na temenu. Mladiči imajo v celoti rdeč vrh glave, ki se nato ob staranju počasi obarva črno. Zelo podoben po vzorcu je sirijski detel, ki ima nekoliko večjo rdečo liso na temenu, manj živo obarvanost podrepnega predela, rahlo progaste boke in enotno belo obarvanost strani glave – pri velikem detlu črna proga oddeli manjšo belo liso ob strani vratu. Nekatere podvrste lahko prepoznamo po temnejši obarvanosti trebušne strani, tudi območje rdeče obarvanosti je lahko večje.

## Vedenje in življenjski krog
Veliki detli iščejo hrano sami ali v parih, s plezanjem po drevesnih deblih in krošnjah. Pogosto luščijo lubje in pobirajo žuželke pod njim, v obdobjih, ko je hrane veliko, pa jih le pobirajo s površja. Dletast kljun žival bolj intenzivno uporablja pri vrtanju lukenj za dostop do drevesnega soka. Storže, sadeže in druge večje kose odnese do izbrane trdne površine – »nakovala« – za obdelavo. K njej se redno vrača, zato se ob nakovalu sčasoma naberejo ostanki tisočih storžev.
Oglašajo se s kratkimi klici, signalizirajo pa tudi z bobnanjem po deblih. Pozimi samci začnejo dvoriti samicam z oglašanjem in frfotajočim letom ter jim razkazujejo izbrana mesta za gnezdenje. Ko samica izbere samca, skupaj izdolbeta 25–35 cm globoko duplo, v katerega samica izleže 4–6 jajc. Redkeje gnezdijo v starih duplih ali umetnih gnezdilnicah. Valita oba starša, po 10–12 dneh se izležejo mladiči, ki jih hranita približno tri tedne v gnezdu ter nato še nadaljnjih deset dni dokler se ne osamosvojijo. Prvo lastno leglo imajo naslednje leto. Najstarejši znani osebki v naravi so dočakali starost enajst let.

## Ekologija in razširjenost
Pojavlja se povsod, kjer ima na voljo vsaj nekaj drevja, od gozdov do plantaž, parkov, vrtov in drevoredov po celotnem razponu nadmorskih višin do gozdne meje. Temu primerno je prehrana raznolika: je pravi vsejed, ki se primarno prehranjuje ličinkami hroščev, ki vrtajo po lesu, poslužuje pa se vseh možnih virov živalske in rastlinske prehrane. Med njimi so drugi nevretenčarji, ki jih pobira s površine, mrhovina in jajca drugih duplarjev, od rastlinskih virov pa semena iglavcev, razni oreški, mladi poganjki, jagodičevje in morda tudi nektar. Rastlinski viri so pomembnejši pozimi v severnejših predelih območja razširjenosti, ko so žuželke nedostopne.
Območje razširjenosti obsega skoraj vso Evrazijo z izjemo Južne in Jugovzhodne Azije, sušnih predelov Srednje Azije in severa Sibirije. Zaradi ogromnega območja razširjenosti in populacije, ki po ocenah dosega okrog 73,7–110,3 milijonov osebkov, s 35% populacije v Evropi, in se še povečuje, ne velja za ogroženo vrsto.
Tudi v Sloveniji je veliki detel najpogostejša vrsta žolne, ki se pojavlja praktično povsod po državi, redkejši je le na območjih strnjenih gozdnih sestojev in na manj poraščenih kraških predelih ter v intenzivno obdelanih ravnicah Pomurja.